# Ulica Ofiar Oświęcimskich we Wrocławiu

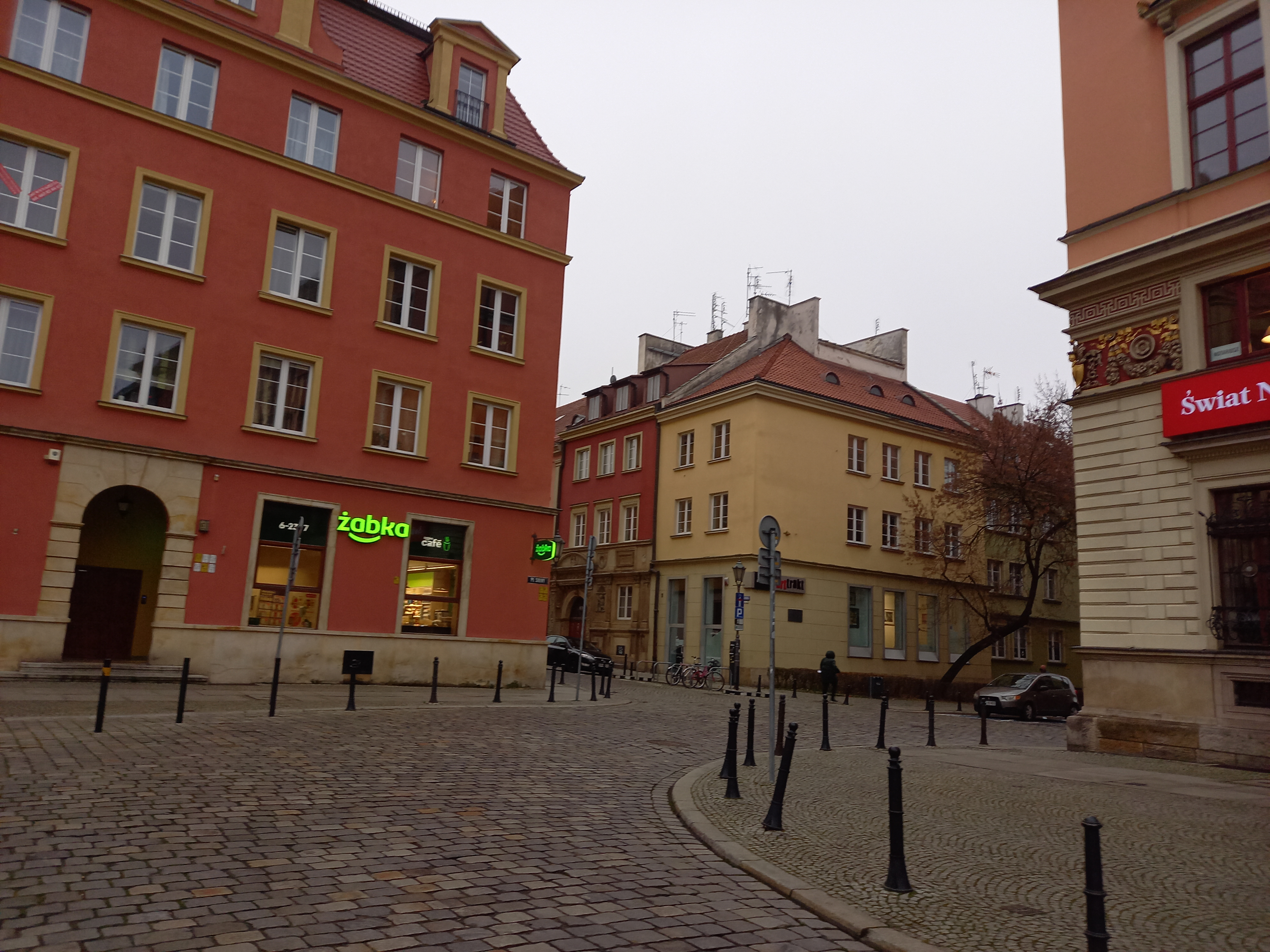
Początek ulicy od pl. Solnego

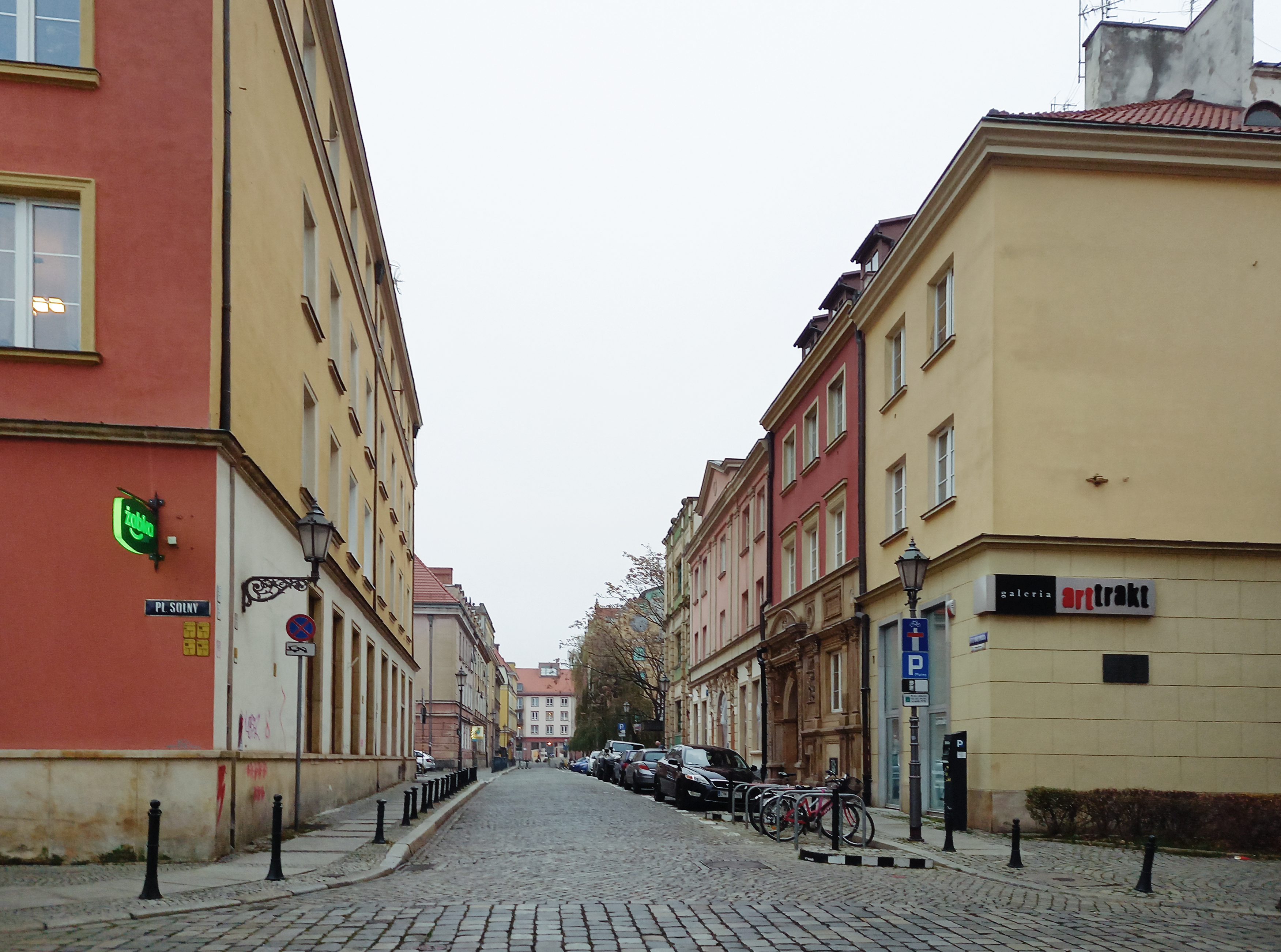
Odcinek początkowy od ul. E. Gepperta do ul. Świdnickiej

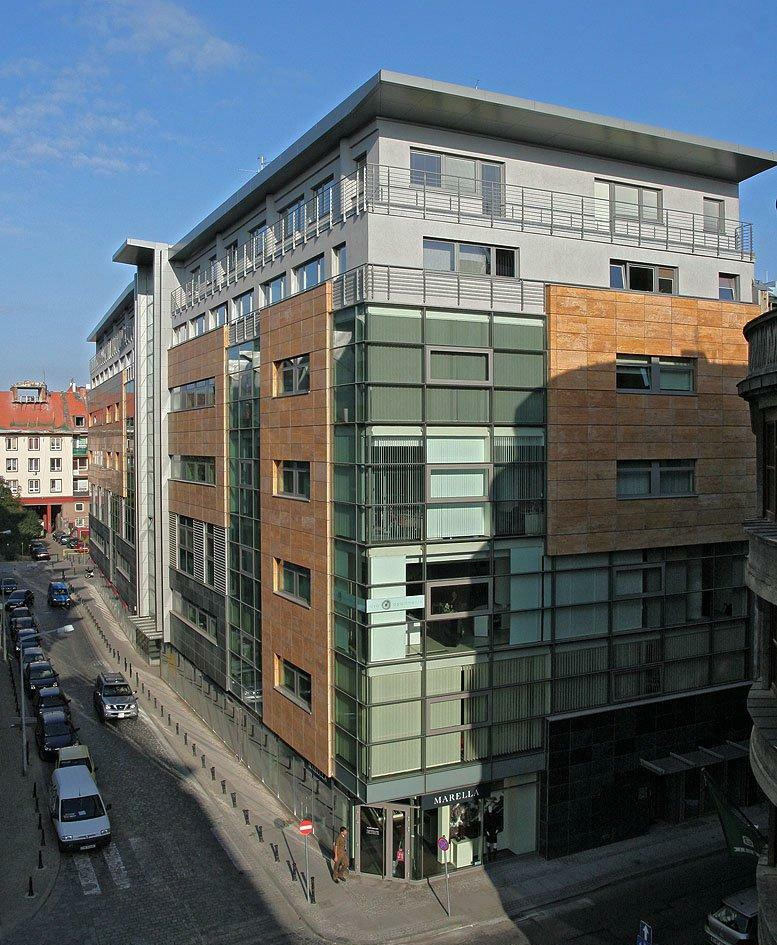
Odcinek wschodni, budynek Oniro pod nr 36, w tle po lewej widoczna droga wewnętrzna i przejście do ul. Świdnickiej

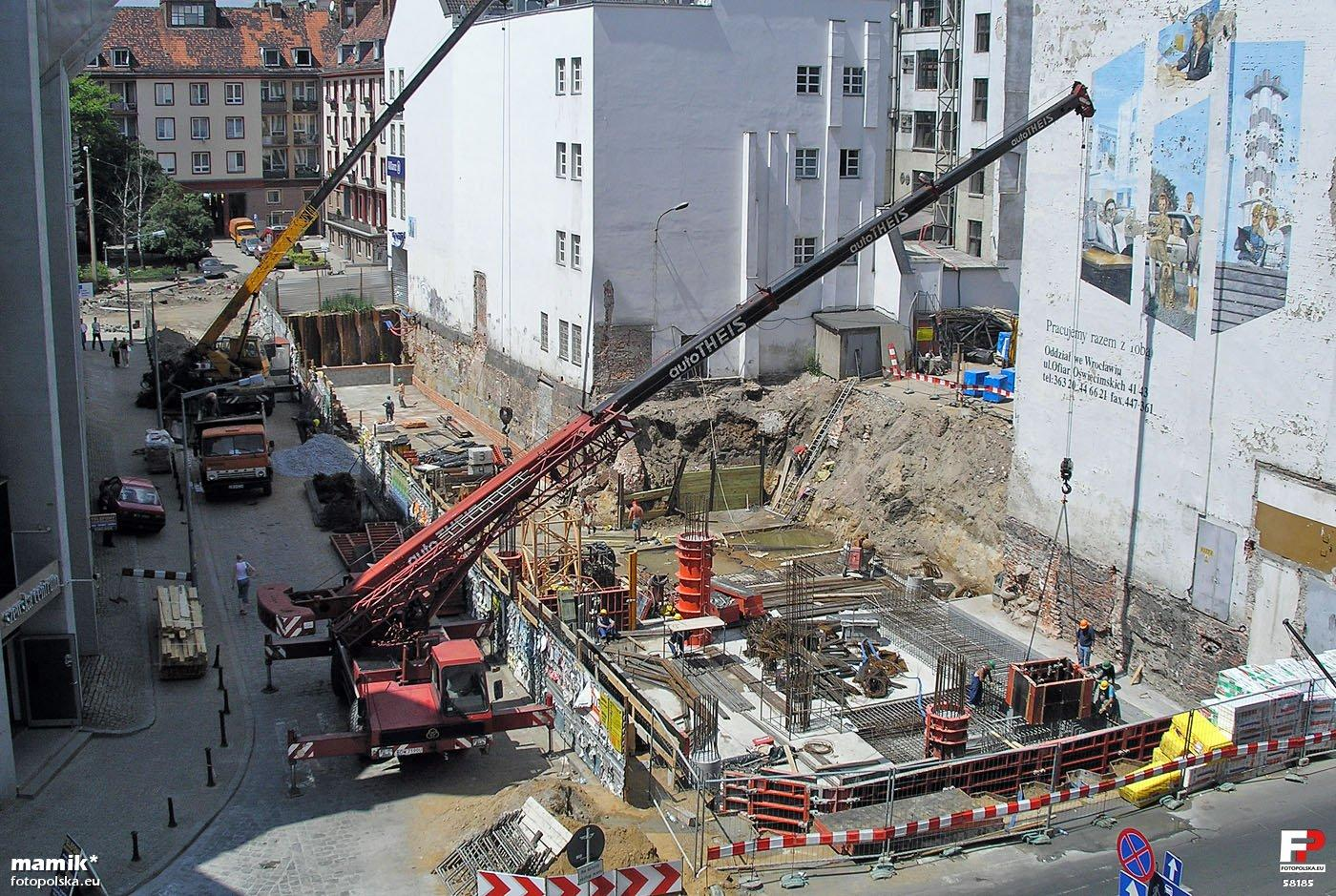
Odcinek wschodni, budowa biurowca Oniro

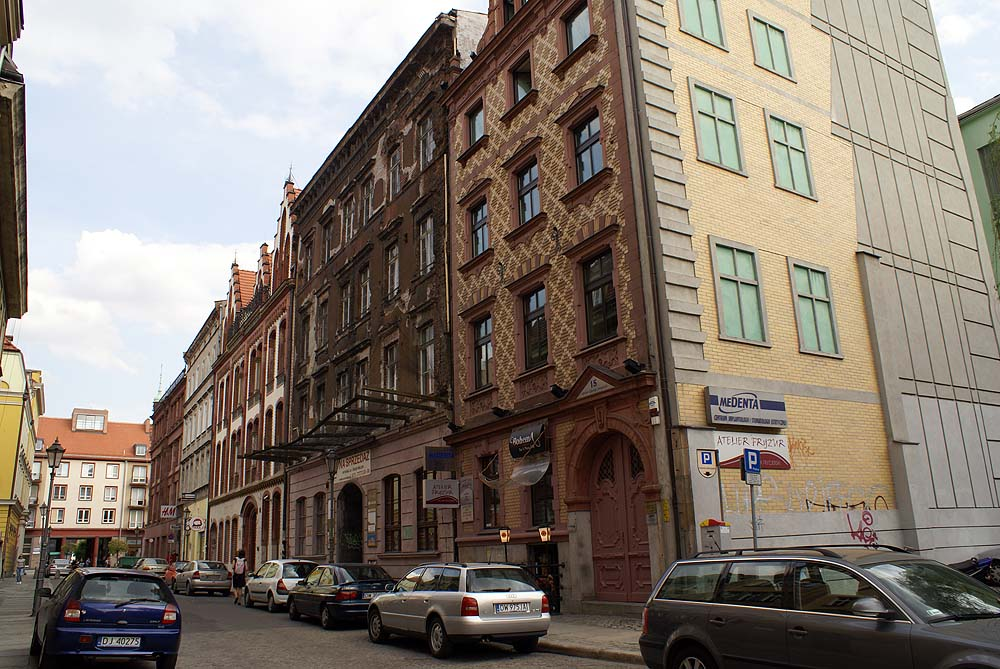
Odcinek zachodni, widoczne zamknięcie osi widokowej ulicy przez budynek przy ul. Świdnickiej 6

Ulica Ofiar Oświęcimskich – ulica położona we Wrocławiu na Starym Mieście. Łączy ulicę Eugeniusza Gepperta i plac Solny z ulicą Kazimierza Wielkiego. Ma 486 m długości. Ulica składa się z dwóch odcinków: zachodniego, od ulicy Eugeniusza Gepperta do ulicy Świdnickiej, oraz wschodniego, od ulicy Szewskiej do ulicy Kazimierza Wielkiego. Natomiast na odcinku od ulicy Świdnickiej do ulicy Szewskiej jej bieg jest przerwany zabudową z lat 50. XX wieku powstałą w ramach nieistniejącego dziś placu Młodzieżowego. Przy ulicy dominuje zabudowa ciągła pierzejowa, w tym budynki zabytkowe, takie jak między innymi Kamienica Heinricha von Rybischa, Dom rodziny Fränckel, Dom handlowy Schottländera / Singera, Dom handlowy firmy Junkernstrasse-Bau GmbH, Biurowiec Junkernstrasse-Bau GmbH i inne. Wśród charakterystycznych obiektów współczesnych położonych przy ulicy można wymienić między innymi budynek ZETO z lat 60. XX wieku przy zachodnim odcinku ulicy  oraz budynek parkingu Szewska Centrum z 1999 r. przy wschodnim odcinku ulicy .

## Historia
Pierwotnie ulica w swojej historii dzieliła się na trzy różne odcinki, z odrębnymi nazwami.
Pierwszy z odcinków łączy współczesną ulicę Eugeniusza Gepperta i plac Solny z ulicą Świdnicką. Już pierwotnie nosił on miano, przypisane później całej ulicy – Junkerska (inne możliwe tłumaczenie: Pańska), ale pierwsza wzmianka o nazwie tej ulicy pochodzi dopiero z 1418 r., mimo iż prawdopodobnie ulica istniała już wcześniej. Była to ulica zatylna wobec południowej pierzei Rynku. Z tego względu północna strona ulicy obejmowała oficyny posesji przyrynkowych (co mogło być przyczyną stosunkowo późnej wzmianki w dokumentach o tej ulicy, o czym wyżej), natomiast południowa strona obejmowała posesje, które sięgały murów obronnych (tzw. wewnętrznych), które z czasem, gdy te fortyfikacje traciły na znaczeniu, były wchłaniane przez te nieruchomości.
Drugim z odcinków była ulica biegnąca od ulicy Świdnickiej do ulicy Łaciarskiej. Zamieszkiwali ją możni mieszczanie (potwierdzają to dokumenty z XIV wieku). Również na tym odcinku posesje południowe z czasem, tj. wraz z utratą znaczenia przez mury obronne linii wewnętrznej, wchłaniały tereny zajmowane przez fortyfikacje.
Trzeci odcinek – Zaułek Seidenbeutel – stanowił uliczkę między oficynami biegnącą w kierunku tzw. Przedbramia Oławskiego. Tu w 1522 roku zbudowano budynek, który odciął uliczkę od furty położonej w rejonie skrzyżowania Pfnorrgasse i współczesnej Łaciarskiej. Przeobrażenia w układzie zabudowy tego rejonu rozpoczęły się w 1908 r. Objęły między innymi wytyczenie ulicy między domem handlowym i biurowcem zrealizowanych dla spółki Junkernstraße-Baugesellschaft mbH w 1912 r. Do dziś widocznym reliktem tego zaułka są widoczne od strony Trasy W-Z tyły posesji położonych przy ulicy Oławskiej.
Od 1824 roku ulica stanowiła jedną całość.
Wśród zabudowy ulicy pod numerami 27-29 istniał budynek z zajazdem „Pod Złotą Gęsią”, obecnie nieistniejący, zniszczony w 1945 r. Mieszkali w nim podczas pobytu w mieście Polacy, między innymi Fryderyk Chopin (1830 r.), Juliusz Słowacki (1831 r.), Edward Dembowski (1843 r.), Wincenty Pol (1846 r.), Kornel Ujejski (1846 r.). Przy ulicy znana również była cukiernia Periniego mieszcząca się pod numerem 1. Tu spotkał się Juliusz Słowacki ze swoją matką. Natomiast w budynku pod numerem 3 zamieszkali w 1843 r. Antoni Woykowski i Julia Woykowska. Tu otworzyli biuro wydawanego przez siebie „Tygodnika Literackiego”. Natomiast w domu pod numerem 30-31 od 1833 r. działał antykwariat założony i prowadzony przez Zygmunta Schlettera. W jego ramach istniał rozwinięty dział polski, a w latach 1834-1855 wydawał on dzieła wielu polskich autorów.
W latach 1526–1531 zbudowana została kamienica Heinricha von Rybischa pod współczesnym numerem 1. Była ona przebudowywana w XVIII wieku, a w 1945 r. podczas II wojny światowej zniszczona. Na lata 1956–1958 i lata 1962–1963 przypadł okres jej rekonstrukcji i odbudowy. W 1997 r. obiekt przeszedł remont. W XVIII wieku, w latach 1728-1765 dom ten był własnością Tekli Flemingowej z Radziwiłów, późniejszej żony księcia Wiśniowieckiego.
W 1851 roku przy ulicy powstała pod numerem 15/17 (ówczesna nr 9/10) kolejna z piwiarni firmy założonej przez Conrada Kisslinga, po założonej wcześniej piwiarni przy Rynku 1, przeniesionej w 1849 roku do kamienicy nr 19 oraz przed założoną w 1913 r. piwiarnią przy ulicy Stanisława Leszczyńskiego 7/9.
Przy zbiegu ulicy Świdnickiej i Ofiar Oświęcimskich w 1897 roku zbudowano dom handlowy Paula Schottländera zgodnie z projektem Karla Grossera. Budynek został częściowo zniszczony w 1945 r. podczas oblężenia Wrocławia prowadzonego przez Armię Czerwoną. Wyremontowany po wojnie pełnił nadal funkcję handlową. W 1997 r. przeszedł modernizację według projektu T. Lacha z pracowni Studio Ar-5.
W latach 1909–1911 powstał zespół budynków zlokalizowanym pomiędzy ulicami Ofiar Oświęcimskich, Łaciarską i Kazimierza Wielkiego dla spółki Junkernstraße-Baugesellschaft mbH Autorem projektu był Alvin Wedemann. Po wojnie kompleks ten stał się wrocławską siedzibą Narodowego Banku Polskiego.
W 1912 roku powstał dla spółki Junkernstraße-Baugesellschaft mbH przy skrzyżowaniu ulicy Ofiar Oświęcimskich z ulicą Łaciarską biurowiec, który był najbardziej nowatorskim obiektem handlowo-biurowym w tym czasie – tzw. Biurowiec Hansa Poelziga, bowiem to właśnie Hans Poelzig był autorem projektu tego budynku, po rezygnacji inwestora z koncepcji Alvina Wedemanna opracowanej w 1910 r., projektanta wyżej opisanego zespołu budynków dla tego samego zamawiającego. Pierwotnie w parterze budynku urządzono sklepy, w tym pierwszy w mieście sklep firmy Elektrolux, oraz kino „Urania”, dalej na dwóch piętrach mieściły biura właściciela, a na trzecim i czwartym piętrze funkcjonowała miejska szkoła kupiecka dla chłopców i dziewcząt. W okresie powojennym obiekt został rozbudowany o kolejną kondygnację i przy tej inwestycji zmieniono jego dach. Był on między innymi siedzibą Miastoprojektu-Wrocław, banku (od 1992 roku III Oddział Banku Zachodniego SA, później BZ WBK), Teatru Pantomimy, czasowo, na czas remontu siedziby w Pałacu Schaffgotschów przy ulicy Tadeusza Kościuszki, także Klubu Studenckiego „Pałacyk” i Prokuratury Apelacyjnej .
Przed I wojną światową przy ulicy znajdowało się wiele winiarni polecanych osobom przyjezdnym.
W wyniku działań wojennych prowadzonych podczas oblężenia Wrocławia w 1945 r. zniszczeniu uległa część zabudowy przy ulicy. Jednym z najbardziej zniszczonych obszarów był kwartał ulic: Świdnickiej, Oławskiej, Szewskiej i nieistniejącej ówcześnie we współczesnej formie ulicy Kazimierza Wielkiego (ówcześnie ulica Słodowa), przecięty ulicą Ofiar Oświęcimskich. W miejscu tym, po uprzątnięciu gruzowisk, powstał tzw. Plac Młodzieżowy. Na nim między innymi zorganizowano fragment śródmiejski Wystawy Ziem Odzyskanych. W 1948 roku był miejscem innej ekspozycji obejmującej zbiór wielkoformatowych infografik, prezentujących plany odbudowy miasta. Oprócz wymienionych imprez na placu organizowano inne plenerowe wystawy, wiece, a także był on miejscem dla trybuny honorowej podczas pierwszomajowych pochodów.
W 1954 r. zespół architektów, składający się z następujących osób: Anna i Jerzy Tarnawscy, Włodzimierz Czerechowski, Ryszard Jędrak i Ryszard Natusiewicz, zaprojektowali tzw. Plac Młodzieżowy w kwartale ulic: Świdnickiej, Oławskiej, Szewskiej i nieistniejącej ówcześnie we współczesnej formie ulicy Kazimierza Wielkiego  (ówcześnie była tu ulica Słodowa). Jednakże realizacja tego projektu w latach 1955-1962 skutkowała przerwaniem biegu ulicy Ofiar Oświęcimskich. Zrealizowano jedynie w jej ciągu przejście w bryle budynku przy ulicy Świdnickiej, a środkowe jego skrzydło biegnące w przybliżeniu wzdłuż śladu zatartej ulicy przypisano do ulicy Szewskiej numery 78 i 79.
We Wrocławiu 1 grudnia 1964 r. otwarto pierwszy w Polsce z zakładów obliczeniowych, w ramach sieci ZETO (Zakład Elektronicznej Techniki Obliczeniowej). W 1965 r. powstał projekt budynku dla Zakładu Elektronicznej Techniki Obliczeniowej przy ulicy Ofiar Oświęcimskich 7-13 we Wrocławiu. Projekt ten został opracowany w przedsiębiorstwie projektowym Miastoprojekt Wrocław, a jego autorami byli Anna i Jerzy Tarnawski. W latach 1967–1969 obiekt został wybudowany i oddany do użytkowania. Od 1969 roku zakład przeniósł się do nowej, tutejszej siedziby. Tu zainstalowano w 1970 r. pierwszy z wykonanych egzemplarzy komputera Odra 1304 . W patio z tarasem na pierwszej kondygnacji budynku w latach 60. i 70. XX wieku działała kawiarnia.
Układ drogowy na wschodnim krańcu ulicy uległ przekształceniu w wyniku realizacji inwestycji prowadzonej w końcu lat 70. XX wieku polegającej na budowie nowej Trasy W-Z, obejmującą na tym odcinku ulicę Kazimierza Wielkiego, prowadzoną częściowo w miejscu przebiegu Oławy Miejskiej. W tym rejonie znajduje się początek tuneli drogowych przebiegających pod placem Dominikańskim.
W 1993 r. rozpoczęto projektowanie budynku, którego podstawą funkcją miał być parking wielostanowiskowy. Budowę rozpoczęto w 1996 (1998) roku, kompleks otrzymał nazwę Szewska Centrum. Zakończenie budowy miało miejsce w listopadzie 1999 roku, a obiekt oddano do użytkowania w 2000 r. Projekt obiektu powstał w pracowni Terra Architektoniczne Studio Autorskie Muller Stefan z Wrocławia, a jego autorami był sam profesor Stefan Müller, który współpracował przy tym projekcie z Pawłem Jaszczukiem. Budowę natomiast prowadził Mostostal Warszawa S.A. oraz Wrocławskie Przedsiębiorstwo Budownictwa Przemysłowego nr 2 Wrobis S.A. 
Kolejną inwestycją była budowa budynku Oniro, o podstawowej funkcji biurowej, pod numerem 36. Rozpoczęcie budowy miało miejsce w 2006 r., a jej zakończenie nastąpiło w październiku 2007 r. Inwestorem była spółka pod nazwą Zakłady Przemysłu Odzieżowego Otis. Projekt opracowała Pracownia Usług Architektonicznych SARP Wrocław, a na generalnym wykonawcą było Przedsiębiorstwo Budowlane Blockpol.

## Nazwy
W swojej historii ulica nosiła następujące nazwy:
- wczesne nazwy:
  - Junkerngasse (Junkerska, Pańska), odcinek od placu Solnego (ulicy Eugeniusza Gepperta) do ulicy Świdnickiej, notowana od XIV wieku, nazwa potwierdzona od 1418 r.[3][4]
  - Pfnorrgasse, odcinek od ulicy Świdnickiej do ulicy Łaciarskiej, od XIV wieku[3]
  - Zaułek Seidenbeutel, od ulicy Łaciarskiej i furty w murach w kierunku tzw. Przedbramia Oławskiego[3]
- Junkernstrasse,
  - odcinek od placu Solnego (ulicy Eugeniusza Gepperta) do ulicy Szewskiej, od XV wiek[3]
  - jako całość, czasem z podziałem na Małą i Wielką Junkerską, od XVII wieku[3]
  - jako całość od 1824 r. do 1945 r.[3][9] [45]
- Ofiar Oświęcimskich, od 1945 r.[1][3][4][45].

Nazwa ulicy Junkernstrasse (Junkerska, Pańska) wywodziła się od junkrów, czyli dawnych, wpływowych przedstawicieli pruskiej szlachty, służących często w wojsku. W większości były to osoby o poglądach antypolskich i ten fakt był główną przyczyną niezachowania historycznej nazwy tej ulicy po 1945 roku . Współczesna nazwa ulicy została nadana przez Zarząd Miejski i ogłoszona w okólniku nr 60 z 21.09.1945 r. oraz nr 76 z 19.10.1945 r..
W 2008 roku po raz pierwszy zaproponowano zmianę nazwy ulicy. Argumentowano, że obecna nazwa może utrwalać błędy historyczne. O zmianę nazwy wnosiły również władze Oświęcimia. Propozycja przemianowania ulicy została ponowiona w 2018 roku. Przygotowano projekt uchwały, na mocy której ulica miała zostać podzielona na dwie osobne - ul. Pańską i Płócienniczą. Ostatecznie, w kwietniu 2018 roku projekt został wycofany z porządku obrad rady miejskiej.

## Układ drogowy

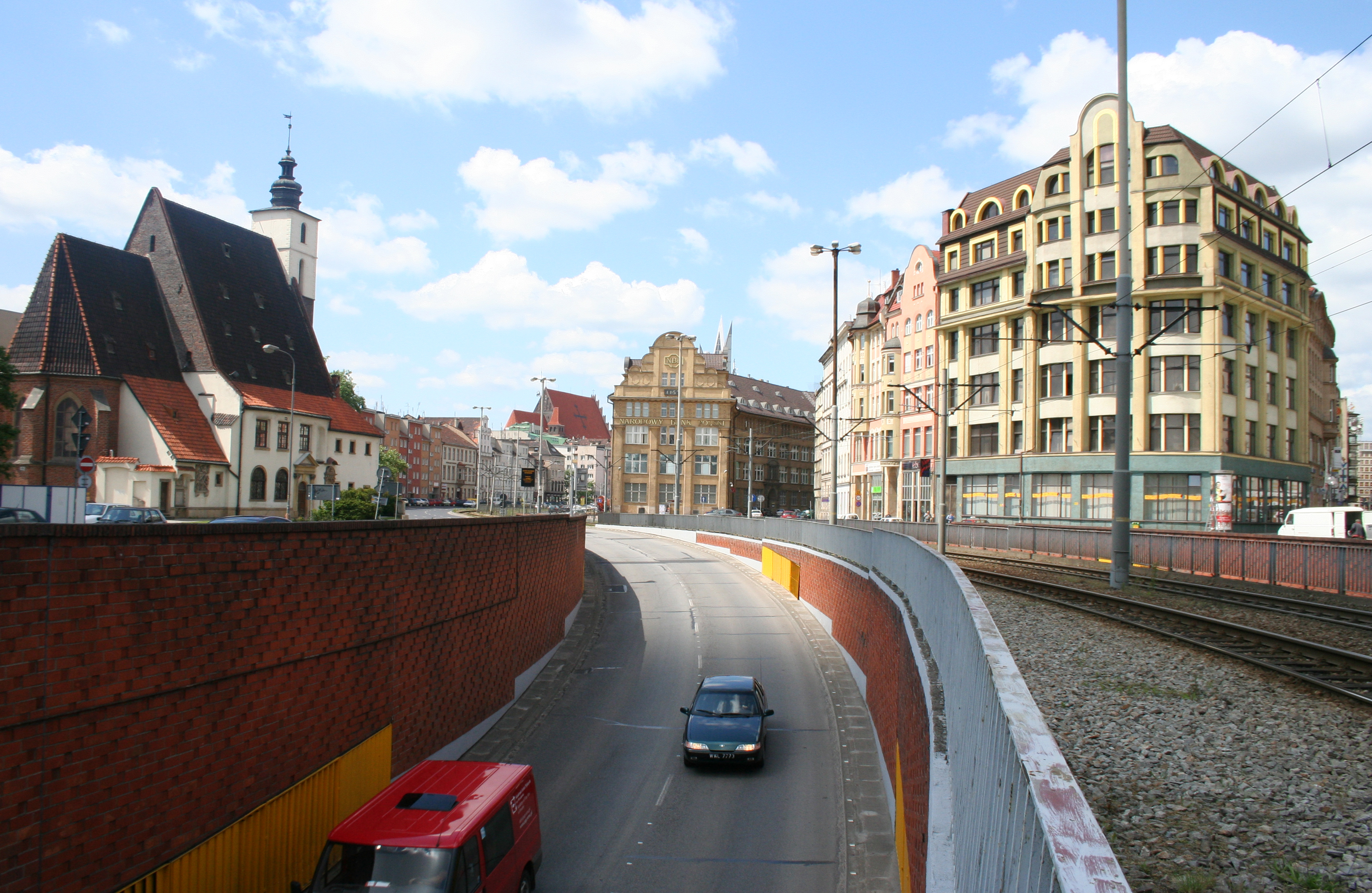
Ul. Kazimierza Wielkiego, dalej między zabudową ul. Ofiar Oświęcimskich

Do ulicy przypisana jest droga gminna numer 105040D o długości 486 m klasy dojazdowej w odcinku wschodnim i o dominującym ruchu pieszym z dopuszczeniem ruchu samochodowego do czasu realizacji parkingów podziemnych w odcinku zachodnim, położona na działkach o łącznej powierzchni 4136 m2. Ulica biegnie od ulicy Eugeniusza Gepperta i placu Solnego do ulicy Kazimierza Wielkiego, jednak jej bieg jest przerwany na odcinku od ulicy Świdnickiej do ulicy Szewskiej. Na tym odcinku istnieje przejście pod budynkiem położonym przy ulicy Świdnickiej 6 i dalej drogą wewnętrzną, jednak nie jest to teren publiczny.
Ulice powiązane z ulicą Ofiar Oświęcimskich:
- skrzyżowanie: plac Solny[53][54][56]
- skrzyżowanie: ulica Eugeniusza Gepperta[1][53][56]
- deptak: Zaułek Grotowskiego[12][56][57]
- skrzyżowanie (deptak): ulica Świdnicka[56][58]
- przerwany bieg ulicy:
  - przejście pod budynkiem ul. Świdnicka 6[59]
  - droga wewnętrzna[56][60]
- skrzyżowanie: ulica Szewska[56][61][62]
- skrzyżowanie: ulica Łaciarska[15][56][63]
- skrzyżowanie: ulica Kazimierza Wielkiego[1][56] (Trasa W-Z[38][40]).

Wskazuje się na konieczność rewitalizacji obszaru dawnego placu Młodzieżowego z otworzeniem ulicy Ofiar Oświęcimskich na tym odcinku poprzez ukształtowanie przykrytego pasażu usługowego, pieszego.

## Zabudowa i zagospodarowanie

### Wprowadzenie
Ulica w części zabudowana jest zabudową ciągłą pierzejową niską i średniowysoką. Przerwy w zabudowie występują w zachodnim odcinku i są wynikiem zniszczeń jakie spowodowały działania wojenne podczas oblężenia Wrocławia w 1945 r. W pierzei północnej tego odcinka znajdują się dwie przerwy w zabudowie po obud stronach zabudowy w rejonie Zaułku Jerzego Grotowskiego, a w pierzei południowej również dwie przerwy wokół wolnostojącego budynku ZETO.
Odcinek zachodni ulicy leży w obszarze przeznaczonym w podstawowym zakresie pod usługi i mieszkalnictwo. Postuluje się zbudowanie parkingów podziemnych w dostępnych dziedzińcach oraz uzupełnienie pierzei północnej o brakującą zabudowę, i podobnie pierzei południowej z przebudową lub rozbiórką budynku ZETO.
Jak wyżej wspomniano wskazuje się na konieczność rewitalizacji obszaru dawnego placu Młodzieżowego z otworzeniem ulicy Ofiar Oświęcimskich na tym odcinku poprzez ukształtowanie przykrytego pasażu usługowego, pieszego, z dojściami od pieszych przejść pod budynkami, przy czym rewitalizacja ta obejmowała by także odtworzenie pierzejowej zabudowy ulicy Szewskiej po stronie zachodniej z zapewnieniem przejścia bramowego analogicznego jak przy ulicy Świdnickiej i ukształtowaniem dwóch zamkniętych dziedzińców z zielenią urządzoną.
Wschodni odcinek ulicy leży w obszarze o przeważającej funkcji usługowej i obiektów do parkowania. Jedynie we fragmencie zabudowy w końcowym odcinku ulicy na obszarze sięgającym ulicy Oławskiej dopuszcza się obok usług także mieszkalnictwo.

### Obiekty historyczne
Przy ulicy znajdują się obiekty zabytkowe zarówno wpisane do rejestru zabytków, jak i takie, które podlegają ochronie w ramach gminnej ewidencji zabytków i miejscowego planu zagospodarowania przestrzennego. Ich zestawienie znajduje się w rozdziale "Ochrona i zabytki", a poniżej przedstawiono podstawowe informacje architektoniczne o wybranych obiektach.

#### Kamienica Heinricha von Rybischa
W latach 1526–1531 zbudowana została kamienica dla Heinricha Rybischa, która obecnie ma przypisany adres ulicy Ofiar Oświęcimskich 1. Zachowany i odbudowany fragment budynku, współcześnie został pieczołowicie odrestaurowany. Wyeksponowano bogato zdobioną fasadę i portal.

#### Dom Handlowy
Położony na rogu ulicy Świdnickiej i Ofiar Oświęcimskich budynek domu handlowego ma rzut w kształcie kwadratu z dziedzińcem i cztery kondygnacje wzniesione w konstrukcji szkieletowej. Elewacja budynku licowana jest piaskowcem w kolorze czerwonym z dyskretną dekoracją secesyjną. Dziedziniec wewnętrzny współczesne został przeszklony i zainstalowano tam windę panoramiczną.

#### Siedziba NBP
Przy ulicy Ofiar Oświęcimskich 41-43, znajduje się biurowiec pierwotnie zbudowany dla Junkernstrasse-Bau GmbH, który obecnie jest siedzibą Narodowego Banku Polskiego i wrocławskiej Mennicy Polskiej. Jest on określany jako budynek o neorenesansowej formie we wczesnomodernistycznym wydaniu.

#### Biurowiec Hansa Poelziga
Budynek przy ulicy Ofiar Oświęcimskich, tzw. Biurowiec Hansa Poelziga zbudowany również dla Junkernstrasse-Bau GmbH, był na ówczesne czasy rozwiązaniem nowatorskim. Zastosowano w nim szkieletową konstrukcję żelbetową, przy zachowaniu możliwości bardzo elastycznego kształtowania wnętrza, poprzez pozbawienie go stałych podziałów przestrzeni i podpór wewnętrznych (dzięki żelbetowym ramom o kształcie zbliżonym do odwróconej litery U). Innym ciekawym rozwiązaniem zastosowanym w tym obiekcie jest niewielkie wysunięcie wyższych pięter i nadwieszeniu ich nad chodnikiem, dające w ten sposób większą powierzchnię, bez naruszenia ustalonej linii zabudowy. Ponadto projektant ukształtował elewację horyzontalne, w sposób odpowiadający strukturze wnętrza budynku. Takie podejście do kształtowania bryły obiektu stało się powszechne dopiero w domach handlowych z lat 20. XX wieku. Sama elewacja posiada ekspresyjne cechy funkcjonalistyczne i konstruktywistyczne, pozbawione detali, dekoracji i okładzin, z delikatnymi akcentami w postaci balustrady przedostatniego piętra i żłobkowanych konsoli. Budynek składa się z dwóch prostopadłych skrzydeł połączonych zaokrąglonym narożnikiem przy skrzyżowaniu ulic i wąskich skrzydeł tylnych otaczających dwa dziedzińce .

### Obiekty współczesne

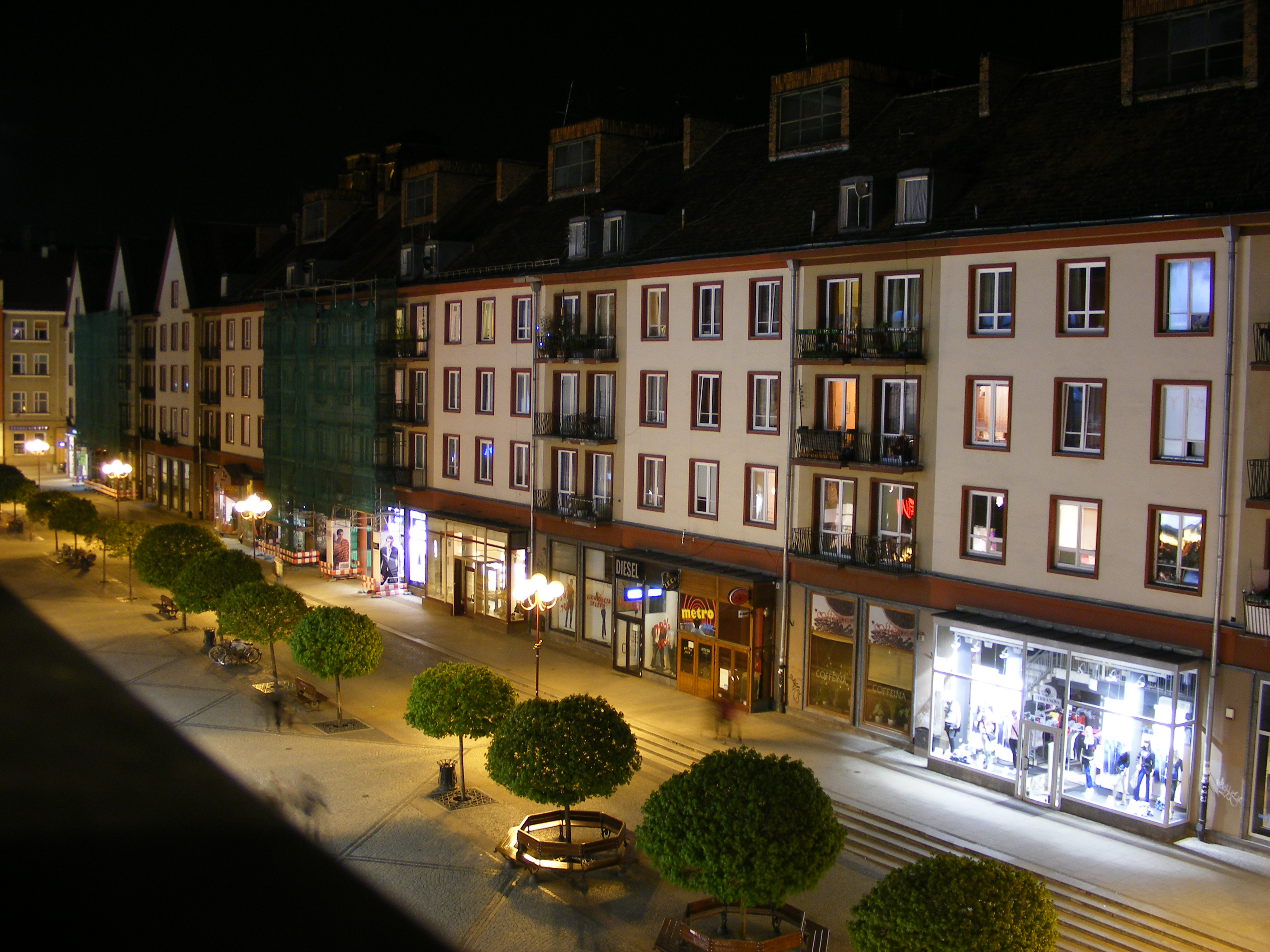
Zabudowa Placu Młodzieżowego

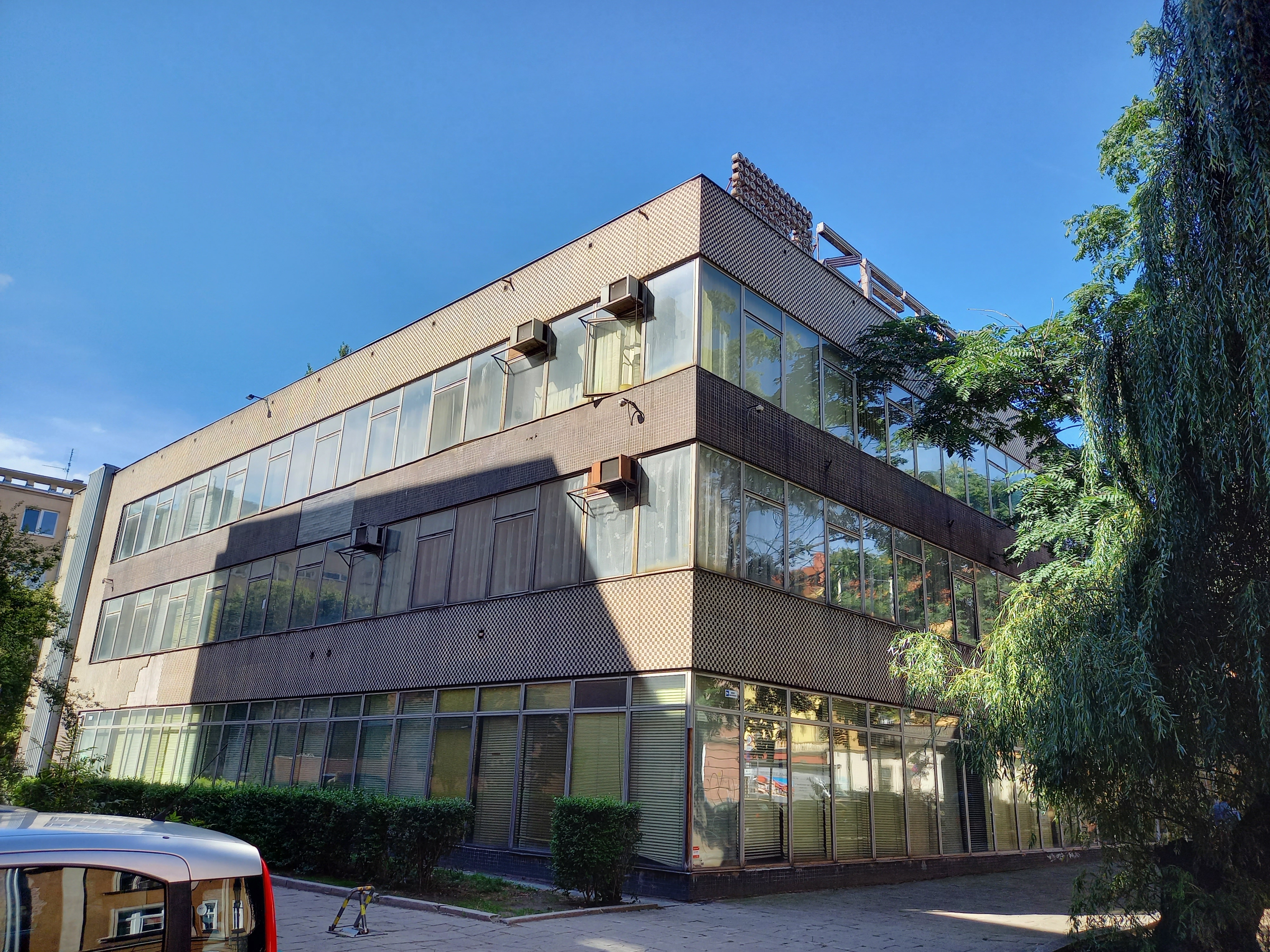
Budynek ZETO

#### Plac Młodzieżowy
Powojennym obiektem z lat 50. XX wieku, związanym częściowo z ulicą Ofiar Oświęcimskich jest zespół budynków wzniesionych na miejscu tzw. Placu Młodzieżowego (współcześnie nie istnieje jako plac) w kwartale ulic: Świdnickiej, Oławskiej, Szewskiej i nieistniejącej ówcześnie we współczesnej formie ulicy Kazimierza Wielkiego, którego realizacja skutkowała przerwaniem biegu ulicy. Jest to zespół budynków w zabudowie ciągłej, w rzucie prostokątnym o kształcie litery E. Stanowi zespół budynków mieszkalnych z lokalami usługowymi , którego ciągła pierzeja biegnie wzdłuż ulicy Świdnickiej (numery 2, 4, 4a, 6, 6a, 8, 8a, 8b, 8c) i była cofnięta w stosunku do historycznej linii zabudowy, tworząc przed fasadą reprezentacyjne przedpole . Trzy poprzeczne skrzydła położone są kolejno przy ulicy Oławskiej (numery 1, 3 i 5), Szewskiej (numery 78, 79) i od strony Kazimierza Wielkiego, także przy ulicy Szewskiej (numery 80 i 81). Zabudowa ta charakteryzuje się uproszczonym detalem architektonicznym, zróżnicowanymi dachami oraz zaaranżowaniem od strony ulicy Szewskiej dużych zieleńców, co uznaje się za zapowiedź modernizacji architektury socrealistycznej . Projekt nawiązał do staromiejskiej skali otoczenia, i plasuje się go obecnie pomiędzy socrealizmem a modernizmem.

#### Budynek ZETO
Po stronie południowej odcinka zachodniego ulicy jej pierzeja jest przerwana między numerami 5 i 15, a na wolnym terenie usytuowano budynek ZETO Wrocław pod numerami 7-13. Budynek ten, prosty w formie, trzykondygnacyjny, wykonany w konstrukcji żelbetowej, na planie zbliżonym do kwadratu. Budzi on kontrowersje. Przede wszystkim z powodu niedopasowania jego formy do staromiejskiego otoczenia, a także wskazuje się inne negatywne cechy jak brak zachowania linii zabudowy tej pierzei, czy zły stan techniczny utrzymujący się przez długie lata zaniedbań i braku inwestycji w obiekt. Istnieją więc liczne postulaty rozbiórki obiektu i przeznaczenia terenu pod zabudowę zgodną z charakterem ulicy . Mimo to budynek znalazł się w wykazie gminnej ewidencji zabytków. Część autorów wskazuje na ciekawe cechy architektoniczne budynku jak, cyt. :

... gładkie ściany rytmizowane są liniami pasmowych okien w aluminiowej ślusarce, które zlicowane są z pasami muru dekorowanego czarno-białą, terakotową mozaiką. Elewacja frontowa akcentowana jest lekko skośnym daszkiem opartym na ściance ozdobionej charakterystycznym detalem złożonym z dwudziestu pięciu okrągłych elementów w formach przypominających ówczesne izolatory ceramiczne.

a także, cyt. :

...Interesująco przedstawia się elewacja tylna (od strony ulicy Kazimierza Wielkiego) – dostrzec można otwarty powyżej pierwszego piętra dziedziniec, nad którym „przelatuje” pas mozaikowej dekoracji, łączący rozdzielone ściany. Ciekawym i typowo modernistycznym rozwiązaniem są przeszklone narożniki i pojawiająca się wszędzie, wspominana już wcześniej, monochromatyczna mozaika. Widać tu wyraźne zapożyczenia z op-artu – abstrakcyjnego kierunku w grafice, modzie, sztuce użytkowej i malarstwie – który królował w latach 50. i 60. zeszłego wieku i który stanowił świetne tło dla maszyn elektronicznych.

oraz za Agatą Gabiś w „Leksykonie Architektury Wrocławia”, cyt. :

... budynek ZETO na tle wrocławskiej architektury lat 60. jest "realizacją wyjątkową pod względem funkcji, jak i formy".

Wskazuje się, że przy ewentualnej renowacji i rewitalizacji obiektu należy ustrzec się błędów przy realizacji tego typu inwestycji w innych lokalizacjach poprzez zachowanie pierwotnej jego formy .

#### Szewska Centrum
W kwartale ulic: Szewskiej, Ofiar Oświęcimskich, Łaciarskiej i Kazimierza Wielkiego znajduje się budynek Szewska Centrum, z podstawową funkcją parkingu wielopoziomowego. Jest to obiekt o 6 kondygnacjach nadziemnych i 1 podziemnej, z parkingiem na 350 (380) miejsc postojowych, o powierzchni całkowitej 18 500 m², w tym powierzchnia użytkowa wynosząca 6050 m², 4500 m² powierzchni handlowo-usługowej i 1500 m² powierzchni biurowej. Kondygnacja podziemna jest podzielona na część rozrywkową z wejściem od ulicy Szewskiej oraz część usługowo-handlową posiadającą schody ruchome z wejściem od ulicy Kazimierza Wielkiego . Postmodernistyczna architektura obiektu wzbudza pewne kontrowersje, tym bardziej iż widoczne są także inspiracje z architektury brutalistycznej. Charakterystycznymi cechami elewacji obiektu jest cofnięcie 5 i 6 kondygnacji, rytmiczne rozmieszczenie na niej żelbetowych słupów zakończonych naprzemiennie na wysokości 5 i 6 kondygnacji wysuniętymi na zewnątrz trójkątami z blachy nierdzewnej, wstęgi betonowych osłon kondygnacji części parkingowej, czarne ściany części usługowej i biurowej oraz wyrazista, częściowo przeszklona, „rozszarpana” wieża, która silnie akcentująca skrzyżowanie ulicy Szewskiej z ulicą Kazimierza Wielkiego. Takie rozwiązania autor projektu uzasadnia otoczeniem, na które składa się zniszczona budową trasy W-Z tkanka staromiejska, i potrzebą silnej, porządkującej ją dominanty, którą to koncepcję realizuje opisany budynek. Wskazuje się także na pewne nawiązania do otaczającej zabudowy, m.in. do biurowca Poelziga i domu handlowego Kameleon .

#### Biurowiec Oniro
Biurowiec Oniro, nazywany również Barbados, położony jest w północnej pierzei wschodniego odcinka ulicy, pomiędzy ulicą Szewską a Łaciarką, naprzeciwko budynku Szewska Centrum. Jest to biurowiec w standardzie klasy A, o 7 kondygnacjach nadziemnych, w ramach których dostępnych jest 6200 m² powierzchni użytkowej, 4720 m² powierzchni biurowej, 2400 m² powierzchni handlowo-usługowej, 12 około apartamentów po około 50 m² powierzchni na ostatniej kondygnacji.

### Położenie i demografia
Ulica położona jest w obszarze znajdującym się na wysokości bezwzględnej pomiędzy 118 a 120 m n.p.m. Strona północna zachodniego odcinka ulicy leży w obszarze rejonu statystycznego nr 933120, w którym gęstość zaludnienia wynosiła 8151 osób/km² przy 498 osobach zameldowanych, natomiast strona południowa zachodniego odcinka i cały odcinek wschodni ulicy położone są w obszarze rejonu statystycznego nr 933130, w którym gęstość zaludnienia wynosiła 7452 osoby/km² przy 592 osobach zameldowanych (według stanu na dzień 31.12.2018 r.).

## Ochrona konserwatorska i zabytki
Obszar, na którym położona jest ulica Ofiar Oświęcimskich, podlega ochronie w ramach zespołu urbanistycznego Starego Miasta z XIII–XIX wieku, wpisanego do rejestru zabytków pod nr. rej.: 196 z 15.02.1962 oraz A/1580/212 z 12.05.1967 r. Inną formą ochrony tych obszarów jest ustanowienie historycznego centrum miasta, w nieco szerszym obszarowo zakresie niż wyżej wskazany zespół urbanistyczny, jako pomnik historii  . Samo miasto włączyło ten obszar jako cenny i wymagający ochrony do Parku Kulturowego "Stare Miasto", który zakłada ochronę krajobrazu kulturowego oraz uporządkowanie, zachowanie i właściwe kształtowanie krajobrazu kulturowego oraz historycznego charakteru najstarszej części miasta .
Przy ulicy i w najbliższym sąsiedztwie znajdują się następujące zabytki:
| obiekt, położenie | powstanie, nr rej. | fotografia |
| --- | --- | ---------- |
| zamknięcie zachodniej osi widokowej | |            |
| Budynek "Starej Giełdy", obecnie biurowiec plac Solny 16 (ulica Karola Szajnochy 2) | 1825 r. (projekt Carl Ferdinand Langhans), po 1945 r., początek XXI wieku (lata 1822-1824) 26 z dnia 28.11.1947 r. oraz A/3097/124 z dnia 15.02.1962 r.                    |            |
| odcinek zachodni, strona północna | |            |
| Kamienica (Haus von Ruffer), obecnie siedziba banku plac Solny 17 | koniec XIX wieku (na miejscu wcześniejszej), lata 1956–1957 (rekonstrukcja) gez, mpzp                                                                                      |            |
| Kamienica ulica Ofiar Oświęcimskich 8 | koniec XVIII wieku, lata 1956–1958 (odbudowa) gez, mpzp |            |
| Kamienica ulica Ofiar Oświęcimskich 10 | koniec XVIII wieku, lata 1956–1958 (odbudowa) gez, mpzp |            |
| Kamienica z usługowym przyziemiem (m.in. ok. 1904 pijalnia kakao), obecnie budynek biurowy ulica Ofiar Oświęcimskich 12                                                                           | relikty XIII wiek, początek XIX, XX wieku gez, mpzp |            |
| Kamienica z Winiarnią "Schäfer-Hansen", obecnie budynek mieszkalny ulica Ofiar Oświęcimskich 14                                                                                                   | 2 połowa XVIII wieku, około 1910 r., lata 1956–1958 (rekonstrukcja) gez, mpzp                                                                                              |            |
| Kamienica, obecnie budynek mieszkalny z usługowym parterem ulica Ofiar Oświęcimskich 18 | około 1870-1880 r. gez, mpzp |            |
| Kamienica mieszkalno-usługowa (od 1876 r. – salon obuwniczy Alexandra Mohra), obecnie budynek mieszkalno-handlowy ulica Świdnicka 5                                                               | około 1870 r., 1945 r. (zniszczona), lata 1956–1960 (odbudowa) gez, mpzp                                                                                                   |            |
| odcinek zachodni, strona południowa | |            |
| Kamienica Heinricha von Rybischa, obecnie budynek mieszkalny ulica Ofiar Oświęcimskich 1 | lata 1526-1531, XVIII wiek (przebudowy), 1945 r. (zniszczony), lata 1956–1958 i lata 1962–1963 (rekonstrukcja i odbudowy), 1997 r. XVI (?) A/5251/126 z dnia 15.02.1962 r. |            |
| Kamienica z Kawiarnią "Brunies", obecnie budynek biurowo-usługowy ulica Ofiar Oświęcimskich 3 | XVII wiek, po 1764 r. (przebudowa), lata 1956–1958 (odbudowa) gez, mpzp |            |
| Budynek biurowy, obecnie Regionalna Izba Obrachunkowa ulica Ofiar Oświęcimskich 5 | XVIII / XIX wiek, około 1910 r. gez, mpzp |            |
| Budynek biurowy – Zakład Elektronicznej Techniki Obliczeniowej ZETO ulica Ofiar Oświęcimskich 7-13                                                                                                | lata 1966-1969 (projekt A., J. Tarnawscy) gez, mpzp |            |
| Kamienica z Piwiarnią Conrada Kisslinga (około 1881 r.), obecnie budynek usługowy (m.in. klub BOHEMA) ulica Ofiar Oświęcimskich 15                                                                | około 1880 r., około 1895 r. (XV–XIX wiek) A/2319/575/Wm z dnia 13.08.1997 r.                                                                                              |            |
| Kamienica, obecnie budynek biurowo-usługowy ulica Ofiar Oświęcimskich 17 | około 1870 r. gez, mpzp |            |
| Dom rodziny Fränckel (siedziba fundacji), następnie kamienica z winiarnią win reńskich, obecnie budynek biurowo-usługowy (m.in. szkoła językowa International House) ulica Ofiar Oświęcimskich 19 | lata 1869–1870 (projekt A. Grau), po 2000 r. (lata 1869–1870, XX wiek) A/2264/501/Wm z dnia 20.12.1992 r.                                                                  |            |
| Gminna Ewidencja Zabytków Oficyna kamienicy czynszowej, obecnie budynek biurowo-usługowy ulica Ofiar Oświęcimskich 19a                                                                            | lata 1860-1870, po 2000 r. (lata 1869–1870, XX wiek) A/2264/501/Wm z dnia 20.12.1992 r.                                                                                    |            |
| Kamienica, obecnie budynek mieszkalny z usługowym parterem ulica Ofiar Oświęcimskich 21 | około 1880 r. gez, mpzp |            |
| Dom handlowy Schottländera (od 1927 – Singera) wraz z dziedzińcem wewnętrznym, obecnie dom handlowy "H&M" ulica Świdnicka 7                                                                       | lata 1896-1897 (projekt K. Grosser), 1927 r. (przebudowa) A/1469/540/Wm z dnia 25.08.1994 r.                                                                               |            |
| odcinek wschodni, strona północna | |            |
| Kamienica, po 1945 – Dom Kupca, obecnie budynek biurowy ulica Szewska 5 | 1780 r. 180/282 z dnia 30.12.1970 r. |            |
| Dom handlowy i biurowiec firmy Junkernstrasse-Bau GmbH, obecnie biurowiec BZ WBK S.A. (m.in. Obszar Logistyki i Zarządzania Nieruchomościami) ulica Ofiar Oświęcimskich 38-40                     | lata 1911-1913 (projekt Hans Poelzig) A/2715/215 z dnia 26.11.1982 r. |            |
| Kamienica ulica Ofiar Oświęcimskich 42 | około 1900 r. gez, mpzp |            |
| Kamienica, obecnie budynek usługowy ulica Ofiar Oświęcimskich 44 | około 1860 r. gez, mpzp |            |
| Kamienica, ob. budynek mieszkalny z usługowym parterem ulica Ofiar Oświęcimskich 46 | około 1870 r., lata 70. XX wieku gez, mpzp |            |
| odcinek wschodni, strona południowa | |            |
| Biurowiec Junkernstrasse-Bau GmbH, obecnie siedziba Narodowego Banku Polskiego, Mennica Polska ulica Ofiar Oświęcimskich 41-43                                                                    | 1910 r. (projekt Alvin Wedemann) A/2636/416/Wm z dnia 26.11.1982 r. |            |